# 542
| 542                |
| ------------------ |
| Dødsfald - Fødsler |
|                    |

| Gregoriansk kalender | 542 DXLII               |
| Ab urbe condita      | 1295                    |
| Armensk kalender     | I/T                     |
| Kinesiske kalender   | 3238 – 3239 辛酉 – 壬戌 |
| Etiopisk kalender    | 534 – 535               |
| Jødisk kalender      | 4302 – 4303             |
| Hindukalendere       |                         |
| - Vikram Samvat      | 597 – 598               |
| - Shaka Samvat       | 464 – 465               |
| - Kali Yuga          | 3643 – 3644             |
| Iransk kalender      | 80 BP – 79 BP           |
| Islamisk kalender    | 83 BH – 81 BH           |

Se også 542 (tal)

## Begivenheder
- Den Justinianske Pest rammer Konstantinopel og spreder sig til at blive en pandemi, som raser i bølger indtil omkring 767.